# Coturnicops
Coturnicops é um género de ave da família Rallidae.
Este género contém as seguintes espécies:
- Coturnicops exquisitus
- Coturnicops noveboracensis
- Coturnicops notatus